# Kataklázis
A kataklázis olyan kőzetdeformáció, amely törés, rotáció és súrlódással együttjáró csúszás kombinációjával jön létre (cata- = keresztül, alatt; clasis = törés, görög). A folyamat során változó méretű és általában szögletes ásványszemcsék és/vagy kőzettöredékek alakulnak ki (kataklázit). A folyamat következtében az ásványtörmelékek és a kőzettöredékek irányítatlanul helyezkednek el a kőzetben, bár a törések maguk lehetnek irányítottak. Foliáció általában nem jön létre, kivéve azokat az eseteket, amikor az összetört szemcsék megnyúlnak, vagy új ásvány képződik a kataklázis során.